# Osmanski kalifat
Osmanski kalifat ali Kalifat Osmanskega cesarstva (osmanskoturško خلافت مقامى, latinizirano: hilâfet makamı, dob. 'urad kalifata') je bila trditev sultanov turške Osmanske dinastije v poznem srednjem in zgodnjem novem veku, da so kalifi islama. V obdobju osmanske ekspanzije so Selimu I. po osvojitvi mameluškega Egipta leta 1517 podelili naslov  »branilec svetih mest Meke in Medine«, kar je okrepilo osmanske zahteve po kalifatu v islamskem svetu. 
Osmanski kalifat je propadel zaradi postopne erozije moči Osmanskega cesarstva v odnosu do Zahodne Evrope in konca osmanske države kot posledice delitve Osmanskega cesarstva po mandatu Društva narodov. Abdulmedžid II., zadnji osmanski kalif, je svoj kalifski položaj zasedal še nekaj let po delitvi cesarstva s posvetnimi reformami Mustafe Kemala Atatürka in kasnejšim izgonom cesarske družine Osmanoğlu iz Turčije. Položaj kalifa je bil dokončno ukinjen leta 1924. Mustafa Kemal je položaj kalifa ponudil  Ahmedu Šarifu as-Senusiju pod pogojem, da prebiva zunaj Turčije. Senussi je ponudbo zavrnil in potrdil svojo podporo Abdulmedžidu II.
Z ustanovitvijo bektaških in mevlevskih redov so zacveteli heterodoksni, sinkretični in mistični pristopi k islamu, kot je sufizem.

## Zgodovina

### 1517-1875
Leta 1517 je osmanski sultan Selim I. v osmansko-mameluški vojni premagal Mameluški sultanat s sedežem v Kairu. Zadnji kairski kalif Al-Mutavakil III. je bil kot ujetnik odpeljan v Carigrad, kjer je uradno predal naslov in insignije kalifa  – Mohamedov meč in plašč – Selimu I. S tem dejanjem je osmanski sultan začel novo linijo islamskih kalifov.
Na sultane so postopoma začeli gledati kot na de facto voditelje in predstavnike islamskega sveta. Osmanski sultani so iz Carigrada vladali imperiju, ki je na vrhuncu obsegal Anatolijo, večino Bližnjega vzhoda, Severno Afriko in Kavkaz in segal globoko v vzhodno Evropo. 
Okrepljene z Vestfalskim mirom in industrijsko revolucijo so se evropske sile ponovno zbrale in izzvale osmansko prevlado. Zaradi slabega vodenja, arhaičnih političnih norm in nezmožnosti slediti tehnološkemu napredku v Evropi se Osmansko cesarstvo ni moglo učinkovito odzvati na vzpon Evrope in je postopoma izgubilo položaj velesile. 
Prva politična (namesto verska) uporaba naziva kalif se je zgodila šele leta 1774, ko so se morali Osmani zoperstaviti Rusom. Slednji so napovedali, da morajo zaščititi pravoslavne kristjane v Osmanskem cesarstvu, zato so se s podobno trditvijo o muslimanih v Rusiji odzvali Osmani.
V 19. stoletju se je v Osmanskem cesarstvu začelo obdobje modernizacije, znano kot tanzimat, ki je spremenilo naravo osmanske države in kljub ozemeljskim izgubam močno povečalo njeno moč. Cesarstvo se kljub reformam večinoma ni moglo kosati z vojaško močjo svojega glavnega tekmeca, Ruskega carstva, in je v rusko-turških vojnah doživelo več porazov. Osmanska država v letih 1875–1876 ni plačala svojih posojil, kar je bilo  del širše finančne krize, ki je prizadela večji del sveta.
Britanska vlada je podpirala stališče, da so Osmani kalifi islama tudi za muslimane v britanski Indiji, osmanski sultani pa so v zameno podpirali in poveličevali tamkajšnjo britansko oblast. To se je dogajalo od sultana Selima III. do Abdulmedžida I.

### Sultan Abdul Hamid II. (1876–1909)
Sultan Abdul Hamid II., ki je vladal v letih 1876–1909, je menil, da se obupen položaj cesarstva lahko popravi le z močnim in odločnim vodstvom. Ni zaupal svojim ministrom in drugim uradnikom, ki so služili njegovim predhodnikom. Postopoma je zmanjševal njihovo vlogo ter koncentriral absolutno oblast v svojih rokah. Z ostro držo proti vpletanju Zahoda v osmanske zadeve je poudaril »islamski« značaj cesarstva, ponovno potrdil svoj status kalifa in pozval k muslimanski enotnosti v kalifatu. Abdul Hamid II. je nekoliko okrepil položaj cesarstva. Za malo časa  mu je uspelo ponovno uveljaviti moč islama z izgradnjo številnih šol, zmanjšanjem državnega dolga in začetkom projektov, namenjenih oživitvi propadajoče infrastrukture cesarstva. 
Leta 1899 je ugodil prošnji vlade Združenih držav Amerike in izkoristili svojo versko avtoriteto kalifa, da je ukazal sultanatu Tausug na sedanjih južnih Filipinih in severovzhodni Maleziji, naj  ustavi obrambo sultanata in se preda Američanom. Sultan Džamalul-Kiram II. iz Sultanata Tausug je upošteval njegov ukaz in se vdal.
Državni udar treh paš leta 1909 je pomenil konec njegove vladavine. Zahodu naklonjeni turški vojaški častniki, ki so nasprotovali Abdul Hamidovi vladavini, so se vztrajno organizirali v tajne združbe znotraj in zunaj Turčije. Do leta 1906 je gibanje doseglo podporo znatnega dela vojske in njegovi voditelji so ustanovili Komite za združitev in napredek (KZN), neuradno znan kot Mladoturška stranka. Mladoturki so si prizadevali preoblikovati upravo cesarstva po zahodnih vzorih. Njihova ideologija je bila nacionalističnega značaja in predhodnica gibanja, ki je po prvi svetovni vojni prevzelo nadzor nad Turčijo. Voditelji KZN so javnosti predstavili svoje ideje kot oživitev pravih islamskih načel. Pod vodstvom Enverja paše, turškega vojaškega častnika, je KZN leta 1908 izvedel vojaški udar proti sultanu in 6. julija razglasila nov režim. Abdula Hamida so pustili na prestolu, vendar so ga prisilili, da je obnovil parlament in ustavo, ki ju je trideset let prej razveljavil, s čimer je ustvaril ustavno monarhijo in kalifatu odvzel oblast. 

### Protiudar
Protiudar, ki so ga izvedli vojaki, zvesti sultanu, je ogrozil novo vlado, a je na koncu spodletel. Po devetih mesecih novega parlamentarnega režima sta se nezadovoljstvo in reakcija proti njemu izrazila v fundamentalističnem gibanju in  protirevolucionarnem incidentu 31. marca 1909, ki se je dejansko zgodil 13. aprila 1909. Številne vidike tega upora, ki se je začel v nekaterih delih uporniške vojske v Carigradu, je treba še preučiti.
Abdul Hamid II. je bil 13. aprila 1909 dokončno odstavljen. Zamenjal ga je njegov brat Rašid Efendija, ki je bil 27. aprila razglašen za sultana Mehmeda V.

### Sultan Mehmed V. (1909–1918)

#### Libija
Leta 1911 je Kraljevina Italija napadla Osmansko cesarstvo v Libiji. Neuspeh Turčije pri obrambi Libije je pokazal nemoč osmanske vojske. Leta 1912 so Bolgarija, Srbija, Črna gora in Grčija oblikovale Balkansko zvezo, protiosmansko zavezništvo, ki je nato začelo skupni napad na Osmansko cesarstvo. Sledili sta balkanski vojni, ki sta odpravili še zadnje ostanke osmanske oblasti na njihovih ozemljih. 
Osmane je še naprej pestila politična nestabilnost. Nacionalistični upori, ki so občasno pestili cesarstvo zadnjih petdeset let, so se okrepili. Množice so postajale vse bolj razočarane nad kronično slabim vladanjem in slabimi rezultati v vojaških spopadih. V odgovor je KZN leta 1913 izvedel drugi državni udar in prevzel absoluten nadzor nad vlado. Naslednjih pet let je bilo cesarstvo enostrankarska država, ki ji je vladal KZN pod vodstvom Enverja paše. Slednji se je vrnil v Carigrad, potem ko je od prvega državnega udara služil Turčiji v tujini na različnih vojaških in diplomatskih misijah. Položaj notranjega ministra je prevzel  Talat paša, položaj ministra za mornarico pa Džemal paša. Sultan je ostal na svojem položaju, vendar ni poskušal izvajati oblasti neodvisno od Mladoturkov in je bil dejansko njihova marioneta. Kalifat je torej nominalno obdržal Mehmed V., oblast, povezana z njegovim položajem, pa je bila v rokah Mladoturkov.

#### Prva svetovna vojna
Ko je v Evropi izbruhnila prva svetovna vojna, so Mladoturki sklenili zavezništvo z Nemčijo. Poteza je imela katastrofalne posledice. Cesarstvo je novembra 1914 vstopilo v vojno na strani centralnih sil, Velika Britanija, Francija in Rusija pa so Osmanskemu cesarstvu takoj napovedale vojno. Med vojno se je položaj cesarstva še naprej slabšal tudi na Bližnjem vzhodu, osrčju islamskega sveta, ki je bil kmalu izgubljen. 

#### Poziv na sveto vojno
Čeprav so Mladoturki prisilili sultana kot kalifa, da je razglasil džihad in pozval vse muslimane, naj se uprejo zavezniškim posegom v njihovo ozemlje, je bilo prizadevanje večinoma neuspešno. Mladoturška vlada je odstopila in Enver, Talat in Džemal so na krovu nemške vojne ladje pobegnili iz Turčije. Sultan Mehmed VI., ki je bil razglašen za sultana, potem ko je njegov brat Mehmed V. julija umrl za srčnim infarktom, je pristal na premirje. Mudroško premirje, ki formaliziralo osmansko predajo, je bilo podpisano na krovu HMS Agamemnon 30. oktobra 1918. Zavezniške čete so prispele v Carigrad in kmalu zatem zasedle sultanovo palačo. 

#### Delitev Osmanskega cesarstva
Do konca prve svetovne vojne so Osmani izgubili skoraj celotno ozemlje. V upanju, da bo obdržal svoj prestol in v takšni ali drugačni obliki ohranil Osmansko dinastijo, je sultan Mehmed VI. pristal na sodelovanje z zavezniki. Razpustil je parlament in dovolil zavezniški vojaški upravi, da nadomesti vlado, ki so jo razpustili Mladoturki. 

#### Gibanje Hilafat
Gibanje Hilafat (1919–1924) je bila politična kampanja, ki se je začela v Britanski Indiji zaradi britanske politike proti Turčiji in načrtovanega razkosanja Turčije po prvi svetovni vojni s strani zavezniških sil.
Voditelji, ki so sodelovali v gibanju, so bili Šaukat Ali, mevlana Mohamed Ali Džauhar, Hakim Adžmal Kan, in Abul Kalam Azad. Nekateri od njih so želeli obnoviti položaj kalifa Osmanskega kalifata, drugi pa so promovirali muslimanske interese in pritegnili muslimane v nacionalni boj. 
Mahatma Gandhi je podpiral gibanje kot del svojega nasprotovanja Britanskemu imperiju in hkrati zagovarjal širše gibanje za nesodelovanje. Gibanje so podprli tudi Vallabhbhai Patel, Bal Gangadhar Tilak in drugi kongresniki.
Gibanje je na splošno opisano kot protest proti sankcijam, ki so bile uvedene proti Osmanskemu cesarstvu po prvi svetovni vojni s Sevreško mirovno pogodbo. Končalo se je leta 1924 po ukinitvi kalifata s strani turških nacionalistov po strmoglavljenju Osmanskega sultanata.

## Ukinitev
Turško narodno gibanje je med turško vojno za neodvisnost 23. aprila 1920 v Ankari ustanovilo Veliko narodno skupščino Turčije in 20. februarja 1923 z Lozanskim sporazumom  zagotovilo uradno priznanje neodvisnosti države in novih meja. Narodna skupščina je Turčijo razglasila za republiko 29. oktobra 1923 in za njeno novo prestolnico razglasila Ankaro. Po več kot 600 letih je Osmansko cesarstvo uradno prenehalo obstajati. 
Sprva se je zdelo, da je bila Narodna skupščina po Mehmedovem odhodu novembra 1922 pripravljena dovoliti obstoj kalifata in se strinjala z imenovanjem Mehmedovega bratranca Abdulmedžida za kalifa. Položaju je bila odvzeta kakršna koli avtoriteta in Abdulmedžidova čisto ceremonialna vladavina je bila kratkotrajna. Mustafa Kemal je bil glasen kritik Osmanske hiše in njene islamske usmeritve. Ko je bil Abdulmedžid razglašen za kalifa, Kemal ni dovolil tradicionalne osmanske slovesnosti in je odkrito izjavil: 
Kalif nima niti oblasti niti položaja in je samo figura.
V odgovor na Abdulmedžidovo prošnjo za povišanje njegove plače je Kemal zapisal: 
Vaš urad, kalifat, ni nič drugega kot zgodovinska relikvija in nima opravičila za obstoj. Predrznost je, da si drznete pisati kateremu od mojih tajnikov!
Kljub vsej moči, ki jo je že imel v Turčiji, si Kemal ni upal dokončno odpraviti kalifata, saj je še vedno užival precejšnjo podporo preprostih ljudi. 
Nato sta leta 1924 dva indijska brata, mevlana  Mohamed Ali Džauhar in mevlana Šaukat Ali, voditelja gibanja Hilafat s sedežem v Indiji, razdeljevala brošure, v katerih sta pozivala turško ljudstvo, naj ohrani Osmanski kalifat zavoljo islama. Pod novo turško nacionalistično vlado je bilo to razloženo kot tuje vmešavanje, vsaka oblika tujega vmešavanja pa je bila označena kot žalitev turške suverenosti in še huje, grožnja državni varnosti. Kemal je to priložnost takoj izkoristil. Na njegovo pobudo je Narodna skupščina 3. marca 1924 odpravila kalifat. Abdulmežid je bil poslan v izgnanstvo skupaj s preostalimi člani Osmanske hiše. Mustafa Kemal paša je ponudil položaj kalifa Ahmedu Šarifu as-Senusiju pod pogojem, da prebiva zunaj Turčije, a je Senussi ponudbo zavrnil in potrdil svojo podporo Abdulmedžidu.